# Leptocneria binotata
Leptocneria binotata är en fjärilsart som beskrevs av Butler 1886. Leptocneria binotata ingår i släktet Leptocneria och familjen tofsspinnare. Inga underarter finns listade i Catalogue of Life.